# 青衣墟
青衣墟是香港昔日的一個墟市，位於新界青衣島上，當時居民多以青衣大街稱之，因為一般墟市只會定期開放，但青衣墟的店鋪則每日開放。

## 交通
青衣墟位於青衣灣及青衣門仔塘附近，位置在藍巴勒海峽的避風灣，面對牙鷹洲（現已連陸並興建灝景灣、長安邨和長發邨）。早年島上並無車路，居民需要步行或以海路交通來往墟市，例如從荃灣乘搭舢舨。其後油麻地小輪開辦來往青衣墟至荃灣的渡輪服務，後來更延長至香港島中環。
當青衣大橋1974年落成後，青衣島上興建了不少車路，當中包括連接青衣墟的道路。九巴便於1975年10月開辦了全島首條往青衣墟及荔枝角 (橋底) 的44號線。

## 重置
隨著荃灣新市鎮青衣地區的發展，青衣墟原址需要拆卸，現址約為青衣邨一帶。墟市內的店鋪大多遷至島上的涌美村及羅屋村一帶，至現在仍然繼續經營。